# Bungoma County
Bungoma County (bis 2010 Bungoma District) ist ein County in Kenia. Die Hauptstadt des Countys ist Bungoma. Das County hat 1.670.570 Einwohner (2019) und eine Fläche von 2206,9 km².

## Geografie
Der Hauptwirtschaftszweig ist die Landwirtschaft, der Schwerpunkt liegt auf dem Anbau von Zuckerrohr und Mais. An die Stromversorgung sind 3,1 % der Haushalte angeschlossen.
Das County gehört zum Bistum Bungoma der römisch-katholischen Kirche.

## Gliederung
Das County Bungoma teilt sich in die sechs Wahlbezirke Mount Elgon, Kimilili, Webuye, Sirisia, Kanduyi und Bumula auf. Im Rahmen der Verfassung von 2010 wurden die Distrikte Bungoma North, Bungoma East, Bungoma West, Bungoma South und Mount Elgon unter der neuen Bezeichnung Bungoma County vereinigt.
| Sitz der Behörde | Typ      | Einwohner (1999) |
| ---------------- | -------- | ---------------- |
| Bungoma          | Gemeinde | 060.650          |
| Kimilili         | Gemeinde | 071.299          |
| Webuye           | Gemeinde | 048.806          |
| Malakisi         | Stadt    | 038.004          |
| Sirisia          | Stadt    | 022.703          |
| Bungoma County   | County   | 635.029          |
| Gesamt           | -        | 876.491          |

| Division | Einwohner (1999) | Hauptstadt |
| -------- | ---------------- | ---------- |
| Bumula   | 129.011          |            |
| Central  | 060.605          |            |
| Chwele   | 041.174          | Chwele     |
| Kanduyi  | 163.568          | Bungoma    |
| Kimilili | 096.674          | Kimilili   |
| Malakisi | 036.042          | Malakisi   |
| Ndivisi  | 057.336          |            |
| Sirisia  | 044.088          | Sirisia    |
| Tongaren | 133,296          |            |
| Webuye   | 114.697          | Webuye     |
| Gesamt   | 876.491          | -          |

## Söhne und Töchter des Bungoma County
- Doris Chepkwemoi Changeywo (* 1984), kenianische Langstreckenläuferin
- Solomon Busendich (auch: Bushendich, * 1984), kenianischer Langstreckenläufer
- Mukhisa Kituyi (* 1956), kenianischer Politiker und UN-Beamter